# Prueba de Park
En econometría, el contraste de Park o prueba de Park es un contraste de heterocedasticidad. El contraste se basa en el método propuesto por Rolla Edward Park para estimar los parámetros de una regresión lineal en presencia de términos de error heterocedásticos.

## Antecedentes
En el análisis de la regresión, la heterocedasticidad se refiere a las variaciones desiguales de errores y residuales en estadísticas {\displaystyle \epsilon _{i}}, de modo que
{\displaystyle \operatorname {Var} (\epsilon _{i})=E(\epsilon _{i}^{2})-E(\epsilon _{i})^{2}=E(\epsilon _{i}^{2})=\sigma _{i}^{2}}.
Se asume que {\displaystyle \operatorname {E} (\epsilon _{i})=0}. La variación anterior varía con {\displaystyle i}, o en la {\displaystyle i^{th}} ensayo en un experimento o la  {\displaystyle i^{th}} caso u observación en un conjunto de datos. De manera equivalente, la heterocedasticidad se refiere a las variaciones condicionales desiguales en las variables de respuesta  {\displaystyle Y_{i}} tal que
{\displaystyle \operatorname {Var} (\epsilon _{i})=\sigma ^{2}}, una constante.

## Descripción de la prueba
Park, al notar una recomendación estándar de asumir la proporcionalidad entre la varianza del término de error y el cuadrado del regresor, sugirió en cambio que los analistas "asuman una estructura para la varianza del término de error" y sugirió una de esas estructuras:
{\displaystyle \operatorname {ln} (\sigma _{\epsilon i}^{2})=\operatorname {ln} (\sigma ^{2})=\gamma \operatorname {ln} (X_{i})+v_{i}}
en el que los términos de error {\displaystyle v_{i}} se consideran bien portados.
Esta relación se utiliza como base para esta prueba.
El modelador primero ejecuta la regresión no ajustada
{\displaystyle Y_{i}=\beta _{0}+\beta _{1}X_{i1}+...+\beta _{p-1}X_{i,p-1}+\epsilon _{i}}
donde este último contiene p − 1 regresores, y luego cuadra y toma el logaritmo natural de cada uno de las residuales  ({\displaystyle {\hat {\epsilon _{i}}}}), que sirven como estimadores de la {\displaystyle \epsilon _{i}}. Los residuos al cuadrado {\displaystyle {\hat {\epsilon _{i}}}^{2}} a la vuelta estiman {\displaystyle \sigma _{\epsilon i}^{2}}.
Si entonces, en una regresión de {\displaystyle \ln {(\epsilon _{i}^{2})}} sobre el logaritmo natural de uno o más de los regresores {\displaystyle X_{i}}, llegamos a significancia estadística para valores distintos de cero en uno o más de los {\displaystyle {\hat {\gamma }}_{i}}, revelamos una conexión entre los residuos y los regresores. Se rechaza la hipótesis nula de homocedasticidad y se concluye que la heterocedasticidad está presente.